# Project 56 (test nucleare)
La serie di test nucleari denominata Project 56 si riferisce alle detonazioni nucleari condotte dagli Stati Uniti d'America nel sito di test del Nevada, tra il 1º novembre 1955 e il 18 gennaio 1956.

## Storia
L'operazione, che si colloca cronologicamente tra due serie di test nucleari svolte, la prima, ossia l'Operazione Wigwam, al largo della costa californiana, e la seconda, denominata Operazione Redwing, su alcuni atolli delle Isole Marshall facenti parte del Pacific Proving Grounds, fu condotta dalla Commissione per l'energia atomica degli Stati Uniti d'America e aveva lo scopo di verificare la sicurezza degli ordigni. In particolare si voleva determinare se un'arma o una testata nucleare danneggiata in un incidente avrebbe potuto esplodere con potenza nucleare, ossia con l'innesco della fissione nucleare (e poi della fusione), anche se alcuni dei componenti dell'ordigno contenenti l'esplosivo convenzionale fossero bruciati o esplosi nell'incidente.
La procedura seguita nei test fu quella di manomettere l'ordigno da testare, la cui potenza era stata aumentata con l'aggiunta di iniziatori neutronici supplementari o di un nucleo particolarmente arricchito, ad esempio rimuovendo uno, o tutti tranne uno, dei detonatori a filo esplodente, e poi di condurre il test come se fosse un comune test nucleare. Se, al momento dell'esplosione dell'ordigno, si fosse registrata una potenza proveniente non solo dalla detonazione dell'esplosivo convenzionale ma anche dal verificarsi della fissione nucleare, allora, dal punto di vista della sicurezza, il test sarebbe stato considerato fallito.  Al contrario, un test positivo avrebbe distrutto il nucleo (o nocciolo) della bomba con il conseguente spargimento di materiale fissile nell'area circostante (tutti gli ordigni della serie di test furono fatti esplodere all'aria aperta) ma non avrebbe fatto avvenire alcuna fissione.
I test furono effettuati il 1º, il 3 e il 5 novembre 1955 e il 18 gennaio 1956 e in tutti e quattro i casi furono utilizzati noccioli sigillati (ossia noccioli attorno a cui era stata disposta un’armatura metallica priva di aperture, al fine di proteggere il materiale interno dalla degradazione ambientale e di evitare la sua dispersione nell’ambiente in caso di incidenti relativamente piccoli) in cui il materiale fissile era un composito di uranio arricchito e plutonio. Soltanto nell'ultimo caso si ebbe qualche traccia di fissione con il rilascio di una potenza pari a quella della detonazione di 10-100 tonnellate di tritolo. Tale, parziale, fallimento dell'ultimo test fu dovuto al maggior numero di iniziatori neutronici, ben sei, che erano stati utilizzati nell'ordigno. Delle diverse zone del poligono nucleare utilizzate, solo 3,62 km² dell'area 11, furono contaminate da polvere e frammenti di plutonio. Tale area divenne poi nota con il nome di Plutonium Valley e ancora oggi è utilizzata come luogo di trivellazioni e sondaggi atti a monitorare l'andamento della radioattività nella zona.

## Test
| Nome | Data e ora (UT)            | Fuso orario locale | Sito                                | Altitudine + quota | Modalità, Scopo                   | Tipo di ordigno                                     | Potenza          | Fallout | Fonti                                     | Note |
| ---- | -------------------------- | ------------------ | ----------------------------------- | ------------------ | --------------------------------- | --------------------------------------------------- | ---------------- | ------- | ----------------------------------------- | --- |
| 1    | 1º novembre 1955, 22:10:?? | PST (-8 ore)       | NTS Area 11a 36.98444°N 115.96151°W | 1271 m + 0         | A terra, esperimento di sicurezza | Stadio primario di una bomba termonucleare TX-15/39 | Nessuna fissione |         | [ 3 ] [ 4 ] [ 5 ] [ 6 ] [ 7 ] [ 8 ] [ 9 ] | Test di sicurezza positivo di un nocciolo sigillato. L'ordigno, del peso di circa 275 kg, era stato dotato di un nucleo formato da più uranio arricchito rispetto alla versione di questa bomba per uso bellico e di tre iniziatori neutronici esterni, in modo da garantire le peggiori condizioni possibili, ossia quelle che avrebbero portato a un'agevolazione della fissione, in caso di criticità. |
| 2    | 3 novembre 1955, 21:15:??  | PST (-8 ore)       | NTS Area 11b 36.9801°N 115.9594°W   | 1263 m + 0         | A terra, esperimento di sicurezza | Stadio primario di una testata nucleare W-25        | Nessuna fissione |         | [ 3 ] [ 4 ] [ 5 ] [ 6 ] [ 7 ] [ 8 ] [ 9 ] | Test di sicurezza positivo del nocciolo sigillato della testata W25. Anche in questo caso, per garantire un abbondante flusso di neutroni, l'ordigno, del peso di circa 100 kg, era stato dotato di tre iniziatori neutronici esterni. |
| 3    | 5 novembre 1955, 19:55:??  | PST (-8 ore)       | NTS Area 11c 36.97572°N 115.95732°W | 1260 m + 0         | A terra, esperimento di sicurezza | Stadio primario di una bomba termonucleare TX/W-28  | Nessuna fissione |         | [ 3 ] [ 4 ] [ 5 ] [ 6 ] [ 7 ] [ 8 ] [ 9 ] | Test di sicurezza positivo del nocciolo sigillato dello stadio primario della testata W28. Anche in questo caso, per garantire un abbondante flusso di neutroni, l'ordigno, del peso di circa 125 kg, era stato dotato di tre iniziatori neutronici esterni. |
| 4    | 18 gennaio 1956 21:30:??   | PST (-8 ore)       | NTS Area 11d 36.97135°N 115.95539°W | 1252 m + 0         | A terra, esperimento di sicurezza | Stadio primario di una bomba termonucleare TX/W-28  | 0,010 kt         |         | [ 3 ] [ 4 ] [ 5 ] [ 6 ] [ 7 ] [ 8 ] [ 9 ] | Test di sicurezza parzialmente fallito del nocciolo sigillato dello stadio primario della testata W28. Il parziale fallimento di questo test, condotto con un ordigno praticamente uguale a quello del precedente test, fu dovuto alla presenza di ben sei iniziatori neutronici esterni, rispetto ai tre utilizzati nei tre test precedenti.                                                             |

1. ↑  Gli Stati Uniti d'America, la Francia e il Regno Unito chiamano ogni loro singolo test con un nome in codice, mentre Unione Sovietica e Cina, salvo rari casi, non lo fanno, quindi i loro test sono identificati solo da numeri. Un trattino seguito da un numero indica un membro di un test a salve.
2. ↑  Per convertire l'ora universale in ora locale, si deve aggiungere alla prima il numero tra parentesi.
3. ↑  Nome del luogo e corrispettive coordinate. Nel caso di test missilistici, viene indicato il luogo di lancio del missile prima del luogo della detonazione. Mentre alcune località possono essere indicate con sicurezza, nel caso, ad esempio, di esplosioni in alta atmosfera, le indicazioni possono essere piuttosto inaccurate.
4. ↑  Con "altitudine" si intende l'altezza rispetto al livello del mare del terreno posto direttamente sotto l'esplosione, mentre con "quota" si intende la distanza tra tale punto e l'esplosione. Nel caso di test missilistici, il livello del terreno è indicato con "N/A". L'assenza di numeri o altre indicazioni sta a significare che il valore è sconosciuto.
5. ↑  L'energia liberata espressa in chilotoni e megatoni.
6. ↑  L'emissione nell'atmosfera circostante di neutroni pronti, laddove conosciuta. Se specificato, l'unico isotopo misurato è stato lo iodio-131, altrimenti significa che la ricerca è stata fatta per ogni isotopo.